# Wilhelm d’Évreux
Wilhelm (zm. 18 kwietnia 1118) – hrabia d’Évreux, jedyny syn hrabiego Ryszarda i Godehildy. Kuzyn króla Anglii i księcia Normandii Wilhelma Zdobywcy.
U boku ojca brał udział w wyprawie na Anglię w 1066 r. i bitwie pod Hastings. Po śmierci ojca w 1067 r. został hrabią Évreux. Odziedziczył również rozległe dobra w Anglii, w hrabstwa Hampshire, Berkshire i Oxfordshire. Nadanie te uczyniły Wilhelma jednym z największych posiadaczy ziemskich w Anglii. Był bliskiem współpracownikiem Wilhelma Zdobywcy. W 1081 r. negocjował traktat pokojowy z Fulkiem IV Andegaweńskim. W latach 1084–1086 tłumił rewoltę w Maine. W 1085 r. dostał się de niewoli podczas oblężenia Sainte-Suzanne.
Po śmierci Wilhelma Zdobywcy, hrabia Wilhelm służył księciu Normandii Robertowi Krótkoudemu. W 1097 r. walczył z królem Francji Filipem I o Vexin. Na początku XII w. porzucił jednak Roberta i przeszedł na stronę jego brata, króla Anglii Henryka I. U jego boku brał udział w bitwie pod Tinchebray w 1106 r. W późniejszych latach pogorszyły się również stosunki Wilhelma z Henrykiem. Zakończyło się to wygnaniem Wilhelma do Andegawenii w 1112 r. W lutym 1113 r. Wilhelm pogodził się z Henrykiem i powrócił do Normandii.
Wilhelm był żonaty z Jadwigą, córką Wilhelma I, hrabiego Nevers, i Ermengardy, córki Renalda, hrabiego de Tonnerre. Małżonkowie nie mieli razem dzieci.
Hrabia zmarł na udar mózgu w 1118 r. Został pochowany w opactwie Fontenelle.